# Emily Beynon
Emily Beynon (Swansea, Wales, 1969) is een Brits fluitiste werkzaam in Nederland als eerste fluitiste van het Koninklijk Concertgebouworkest.

## Opleiding
Beynon begon haar fluitstudie aan het "juniordepartment" van de Royal College of Music in Londen bij Margaret Ogonovsky, en daarna bij William Bennett aan de Royal Academy of Music ook in London. Ook had ze les van Alain Marion in Parijs.

## Activiteiten
Na haar studie was ze solofluitiste bij de Glyndebourne Touring Opera en het BBC National Orchestra of Wales. In 1995 werd ze solofluitiste van het Koninklijk Concertgebouworkest (een van de twee, het KCO heeft steeds twee soloblazers in dienst die elkaar afwisselen).
Beynon speelde als soliste met orkesten als Koninklijk Concertgebouworkest, Philharmonia Orchestra, BBC Symphony Orchestra, het BBC Concert Orchestra, het BBC National Orchestra of Wales, het BBC Scottish Symphony Orchestra, het Guildhall String Ensemble, het English Chamber Orchestra, Academy of St Martin in the Fields, het Nederlands Kamerorkest en de New Japan Philharmonic.
Daarnaast is ze actief als kamermusicus. Ze speelt veel kamermuziek voor fluit en harp met haar zus Catherine Beynon en met piano met de pianist Andrew West. Verder speelde ze met mensen als Jean-Yves Thibaudet, Steven Isserlis, Boris Berezovski, Dame Felicity Lotthet, Brodsky Quartet en met het Nash Ensemble, het Skampa Quartet, het Kungsbacka Trio en het Viotta Ensemble.
Ook hedendaagse muziek heeft Beynons aandacht. Verschillende componisten schreven werken voor haar, onder anderen Sally Beamish, Jonathan Dove, John Woolrich en Errollyn Wallen (All the Blues I see, voor Beynon en het Brodsky Quartet).
Ze maakte opnamen voor de BBC Radio 3 en BBC World Service en figureerde in televisiedocumentaires voor Thames Television, de BBC en de AVRO. Over haar proeftijd (en die van fagottist Gustavo Núñez) bij het Koninklijk Concertgebouworkest maakte regisseur John Twigt een 50 minuten durende documentaire. De AVRO zond deze uit op 10 maart 1996. Ze maakte cd-opnamen voor de labels Channel Classics Records, Hyperion en het Japanse label Exton.
Beynon was van 1996 tot 2007 hoofdvakdocente fluit aan het Koninklijk Conservatorium in Den Haag.

## Prijzen en onderscheidingen
Toen ze nog studeerde won Beynon prijzen tijdens internationale concoursen in Praag, Japan en Parijs.